# The Best Damn Thing
The Best Damn Thing je treći album kanadske rock pjevačice Avril Lavigne koji je izdan 13. travnja 2007. godine.
Album su producirali osim nje i Dr. Luke, njen suprug Deryck Whibley, Rob Cavallo i Butch Walker. Prvi singl s novog albuma Avril Lavigne The Best Damn Thing je pjesma "Girlfriend". Tu je pjesmu producirao Dr. Luke, dok je autorski potpisuju Avril Lavigne i Dr. Luke, a osim ove, na albumu posebnu pažnju zaslužuju pjesme "When You're Gone" koji je drugi, "Hot" treći singl, te "The Best Damn Thing" koji je izašao kao četvrti i posljednji singl s albuma.
Album je energičan pop/rock - pop/punk album, prepun osjećaja, dubine umjetničkog izraza i skladateljske kreativnosti.

## Pozadina
Lavigne je opisala album ovim riječima: "smiješan, zabavan, mlad, rock, agresivan...sve dobre stvari"." Producirali su ga Dr. Luke, bivši Avrilin muž Deryck Whibley, Butch Walker i sama Lavigne. Travis Barker (Box Car Racer, blink-182, +44, Transplants, Expensive Taste, The Aquabats) su isto snimili neke dijelove s bubnjevima.

## Promocija
Prvi singl s albuma "Girlfriend" trebao je biti objavljen 29. siječnja, ali objavljenje je zakazano zbog velike popularnosti pjesme "Keep Holding On". Pjesma je po prvi puta javno emitirana na kanadskoj radio postaji HOT 89.9 6. veljače, a videospot 26. veljače 2007. Evan, njen bivši gitarist, izjavio je kako je napravio cameo ulogu u tom videospotu. "Girlfriend" je snimljena na sadeam različitih jezika, jedina razlika od originala na engleskom je refren koji je pjevan u španjolskom, portugalskom, mandarinskom, japanskom, talijanskom, njemačkom i francuskom jeziku. 
Pjesma "Keep Holding On" također se nalazi na glazbenom zapisu filma Eragona.
Lavigne je održala malu turneju kako bi promovirala The Best Damn Thing.

## Popis pjesama
| 1. "Girlfriend" (Avril Lavigne, Lukasz Gottwald) 3:37 2. "I Can Do Better" (Lavigne, Gottwald) 3:17 3. "Runaway" (Lavigne, Gottwald, Kara DioGuardi) 3:48 4. "The Best Damn Thing" (Lavigne, Butch Walker) 3:10 5. "When You're Gone" (Lavigne, Walker) 4:00 6. "Everything Back But You" (Lavigne, Walker) 3:03 7. "Hot" (Lavigne, Evan Taubenfeld) 3:23 8. "Innocence" (Lavigne, Taubenfeld) 3:53 9. "I Don't Have to Try" (Lavigne, Gottwald) 3:17 10. "One of Those Girls" (Lavigne, Taubenfeld) 2:56 11. "Contagious" (Lavigne, Taubenfeld) 2:10 12. "Keep Holding On" (Lavigne, Gottwald) 4:00 Deluks izdanje s bonus DVD-om 1. The Making of: The Best Damn Thing 2. Fotogalerija iTunes izdanje 1. "I Will Be" (Avril Lavigne, Max Martin, Lukasz Gottwald) 3:59 Japansko izdanje 1. "Alone" (Lavigne,Martin, Gottwald) 3:14 2. "Girlfriend (videospot) Njemačko izdanje 1. "Girlfriend" (na njemačkom jeziku) 3:37 iTunes deluks izdanje 1. "When You're Gone" (akustična verzija)3:58 2. "I Can Do Better" (akustična verzija) 3:39 3. "Girlfriend" (The Submarines' Time Warp '66 mix) 3:11 4. "When You're Gone" (spot) | Limitirano izdanje CD: 1. "Alone" 3:14 2. "I Will Be" 3:59 3. "I Can Do Better" (akustična verzija) 3:39 4. "Girlfriend" (The Submarines' Time Warp '66 mix) 3:11 (on Taiwanese Edition: "Girlfriend" (na mandarinskom jeziku) 3:37) 5. "Girlfriend" (Dr. Luke Remix feat. Lil' Mama) 3:24 DVD: Uživo za Orange Lounge: 1. "Everything Back But You" 2. "Girlfriend" 3. "Hot" 4. "When You're Gone" Videospotovi: 1. "Girlfriend" 2. "When You're Gone" 3. "Hot" 4. "Girlfriend" (Dr. Luke Remix feat. Lil' Mama) Japansko turnejsko izdanje 1. "Alone" 3:14 2. "Sk8er Boi" (uživo) 4:09 3. "Adia" (uživo)3:42 DVD: 1. "Girlfriend" (spot) 2. "Girlfriend" (Dr. Luke Remix feat. Lil' Mama) (video) 3. "When You're Gone" (spot) 4. "Hot" (spot) 5. "The Best Damn Thing" (spot) 6. Making of: The Best Damn Thing 7. Making of: "Girlfriend" (spot) |

## Ljestvice
| Ljestvica (2007.) | Najbolja pozicija |
| ----------------- | ----------------- |
| Australija        | 2                 |
| Austrija          | 1                 |
| Belgija           | 9                 |
| Kanada            | 1                 |
| Danska            | 5                 |
| Nizozemska        | 8                 |
| Finska            | 8                 |
| Francuska         | 3                 |
| Njemačka          | 1                 |
| Grčka             | 1                 |
| Irska             | 1                 |
| Italija           | 1                 |

| Ljestvica (2007.)      | Najbolja pozicija |
| ---------------------- | ----------------- |
| Japan                  | 1                 |
| Meksiko                | 1                 |
| Novi Zeland            | 2                 |
| Norveška               | 18                |
| Portugal               | 9                 |
| Španjolska             | 2                 |
| Švedska                | 6                 |
| Švicarska              | 1                 |
| Ujedinjeno Kraljevstvo | 1                 |
| Billboard 200          | 1                 |
| Svijet                 | 1                 |

## Vanjske poveznice
- MTV novosti o Avril Lavigne  Arhivirana inačica izvorne stranice od 8. ožujka 2009. (Wayback Machine)
- Službene stranice Avril Lavigne